# Flower power

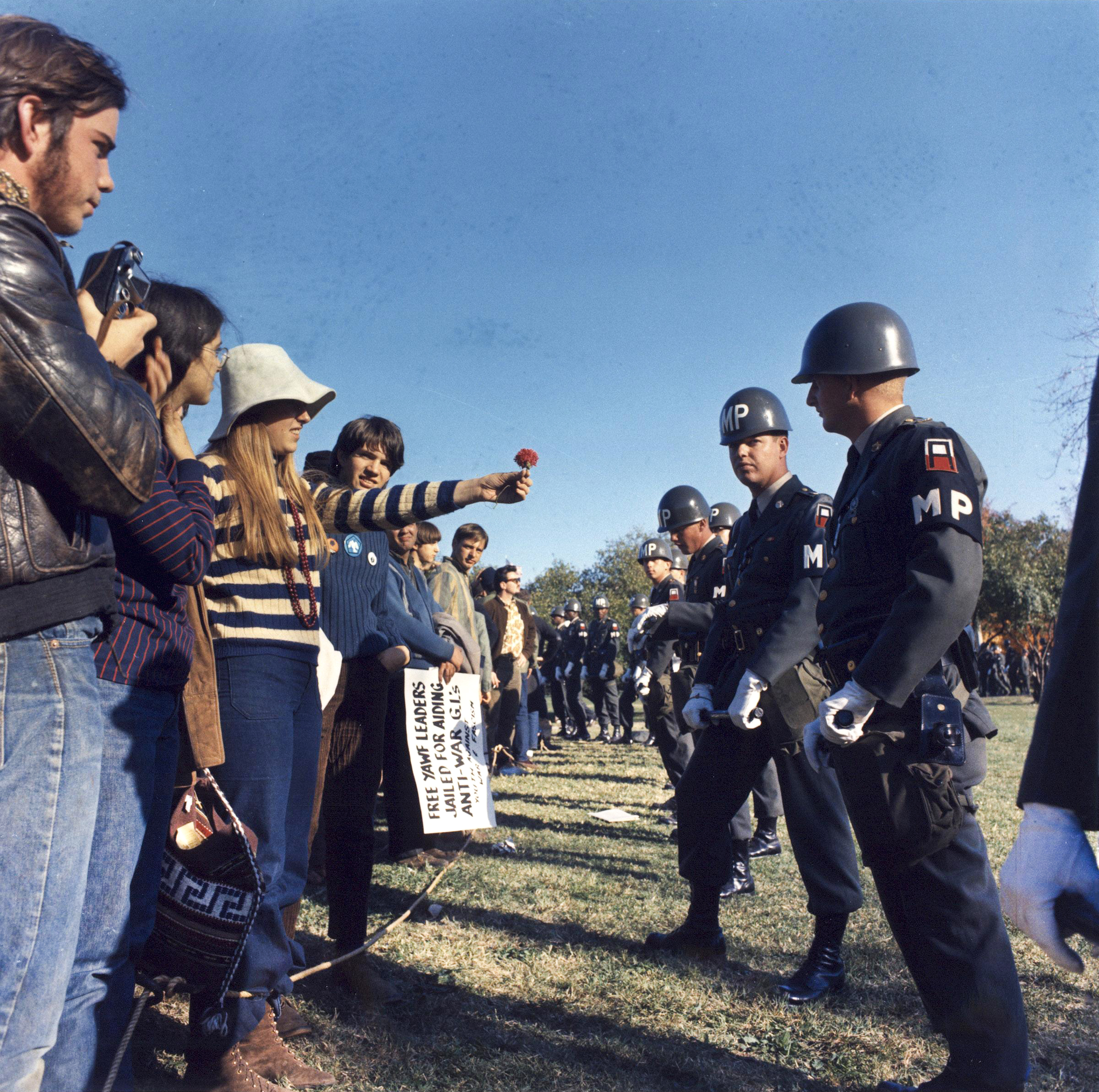
Protesta contra la guerra del Vietnam

Flower power fou un eslògan usat pels hippies a finals dels anys seixanta i principis dels setanta com a símbol de la ideologia de la no-violència. Es diu que el terme fou inventat pel poeta estatunidenc Allen Ginsberg el 1965. Des de llavors, ha estat utilitzat en nombrosos llocs en referència als anys setanta, incloses diverses pel·lícules, programes de televisió i documentals.
Flower Power també incloïa accions d'adolescents, com donar flors als policies i col·locar-les dins de les seves armes com a senyal de pau i no guerra. La fotografia de Bernie Boston anomenada Flower Power, nominada al premi Pulitzer, va esdevenir una imatge clàssica de l'era de protestes en contra de la guerra del Vietnam. La fotografia, presa el 21 d'octubre del 1967 en la "Marxa del Pentàgon", mostra George Edgerly Harris III, un home jove de cabell llarg i amb una suèter de coll alt, que col·loca clavells als canons dels rifles de la policia militar.